# Talodi
Talodi est une petite ville situé au sud du Soudan, proche de la frontière avec le Soudan du Sud, dans les Monts Nouba, dans la province du Kordofan du Sud. 

## Histoire
Le nom de cette ville lui a été donné par les colonisateurs britanniques au XIXe siècle, tandis qu'en 1906, ceux-ci en sont évincés par une insurrection des autochtones et se repositionnent dans la ville voisine de Kadogli.

### Guerre civile soudanaise
Parallèlement, la ville est le théâtre de violents affrontements pendant la guerre civile soudanaise entre les forces du gouvernement et le mouvement populaire de libération du Soudan. Les affrontements autour de cette ville se poursuivent après l'indépendance du Soudan du Sud (obtenue en 2011), en raison d'un conflit territorial entre le pays sécessionniste et la Soudan auquel ce dernier était auparavant rattaché.
En 2018, la ville de Talodi est aussi le point de départ de la révolution soudanaise.

## Économie
AU début des années 2010, la ville est la cible d'une « ruée vers l'or » à la suite de la découverte d'importants gisements, attirant des industriels responsables d'importants dégâts environnementaux, notamment en raison de leur utilisation du cyanure, provoquant une nouvelle révolte conduisant à leur départ. 